# Židovinjak
Židovinjak is een plaats in de gemeente Bedekovčina in de Kroatische provincie Krapina-Zagorje. De plaats telt 229 inwoners (2001).